# Bruno Paixão
Bruno Miguel Duarte Paixão (Setúbal, 18 mei 1974) is een Portugees voormalig voetbalscheidsrechter. Hij was in dienst van FIFA en UEFA tussen 2004 en 2012. Ook leidde hij van 2006 tot 2018 wedstrijden in de Primeira Liga.
Op 18 september 2006 leidde Paixão zijn eerste wedstrijd in de Portugese nationale competitie. Tijdens het duel tussen SC Braga en União Leiria (0–1 voor Leiria) trok de leidsman zevenmaal de gele kaart. In Europees verband debuteerde hij tijdens een wedstrijd tussen FC Thun en Gloria Bistrița in de voorronde van de UEFA Cup; het eindigde in 2–0 voor FC Thun en Paixão hield de kaarten op zak. Zijn eerste interland floot hij op 28 maart 2007, toen Andorra met 0–3 verloor van Engeland. Tijdens dit duel gaf Paixão zeven spelers een gele kaart.

## Interlands
| Datum            | Plaats                               | Wedstrijd             | Uitslag | Competitie           | Kreeg geel | Kreeg voor de tweede keer geel en dus rood | Weggestuurd |
| ---------------- | ------------------------------------ | --------------------- | ------- | -------------------- | ---------- | ------------------------------------------ | ----------- |
| 28 maart 2007    | Barcelona, Spanje                    | Andorra – Engeland    | 0 – 3   | EK 2008 kwalificatie | 7          | 0                                          | 0           |
| 24 mei 2008      | Toyota, Japan                        | Japan – Ivoorkust     | 1 – 0   | Vriendschappelijk    | 2          | 0                                          | 0           |
| 11 februari 2009 | Vila Real de Santo António, Portugal | Wales – Polen         | 0 – 1   | Vriendschappelijk    | 2          | 0                                          | 0           |
| 10 juni 2009     | Kiev, Oekraïne                       | Oekraïne – Kazachstan | 2 – 1   | WK 2010 kwalificatie | 4          | 0                                          | 0           |
| 9 september 2009 | Oslo, Noorwegen                      | Noorwegen – Macedonië | 2 – 1   | WK 2010 kwalificatie | 2          | 0                                          | 0           |
| 12 oktober 2010  | Riga, Letland                        | Letland – Georgië     | 1 – 1   | EK 2012 kwalificatie | 5          | 0                                          | 0           |
| 11 oktober 2011  | Attard, Malta                        | Malta – Israël        | 0 – 2   | EK 2012 kwalificatie | 2          | 0                                          | 0           |